# Betsbergebos

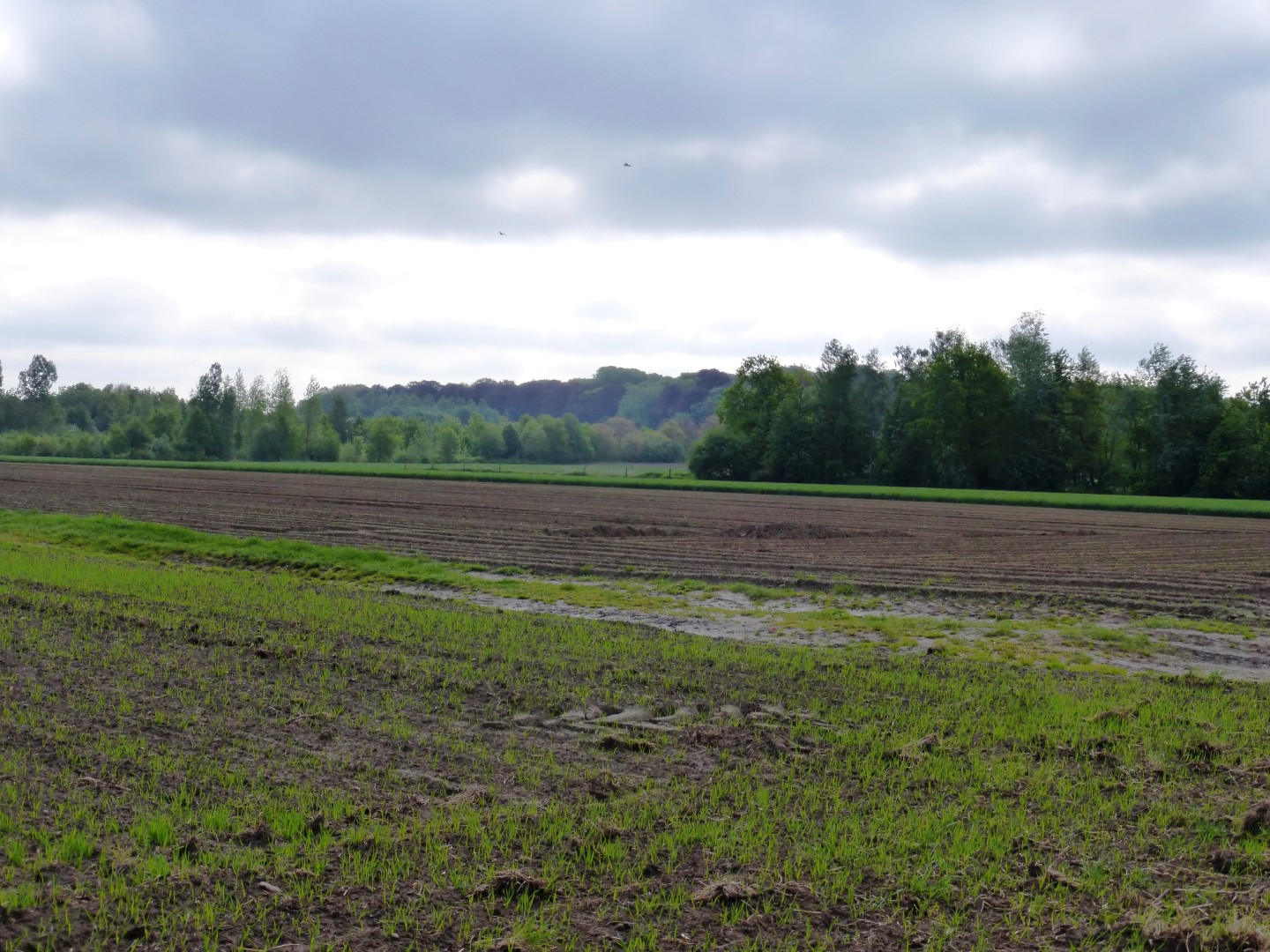

Het Betsbergebos (soms ook Betsbergbos of Betsbergse bossen genoemd) is een bos- en natuurgebied in Oosterzele in de Belgische provincie Oost-Vlaanderen.
Het bos is 14 hectare groot en ligt in de deelgemeente Landskouter. Het is een zuur beukenbos met rode beuk aan de randen en eiken-haagbeukenbos in het noordelijke gedeelte. Het Betsbergebos is een oud bos dat al zeker sinds 1770 bestaat. In mei 1940 werd hevig gevochten rond het bos in de Slag bij Gijzenzele. Het bosgebied maakt deel uit van het Vlaams Ecologisch Netwerk en is Europees beschermd als onderdeel van Natura 2000-habitatrichtlijngebied 'Bossen van het zuidoosten van de Zandleemstreek'.